# Qinlingosaurus
Qinlingosaurus („ještěr z pohoří Qin Ling“) byl rod sauropodního dinosaura, žijícího ve východní Asii (Čína, provincie Šan-si) v období pozdní křídy. Patří k vůbec nejmladším známým asijským sauropodům, žijícím krátce před hromadným vymíráním na konci křídy.

## Popis
Délka kosti kyčelní činí 77 cm, jednalo se tedy o menšího zástupce sauropodů. Jeho přesná délka je nicméně nejistá. Typový druh Q. luonanensis byl popsán čínskými paleontology v roce 1996 na základě dochovaného materiálu v podobě kosti kyčelní, kosti sedací a tří obratlů. Vzhledem k nekompletnosti materiálu je tento druh klasifikován jako Sauropoda incertae sedis, pravděpodobně se však jedná o titanosauriního sauropoda. Jméno dinosaura je odvozeno od názvu čínského pohoří Čchin-ling (pinyin Qinling) v provincii Šan-si, odkud objev pochází. Fosilie byly objeveny v sedimentech souvrství Chung-tchu-ling (angl. Hongtuling), typový exemplář nese označení NWUV 1112.